# Hannah Lux Davis
Hannah Lux Davis (Bellevue, 17 de maio de 1986) é uma diretora de vídeo americana conhecida por trabalhar com artistas como Ariana Grande, Nicki Minaj, David Guetta, Christina Aguilera, Demi Lovato, Hailee Steinfeld, Kacey Musgraves, Fifth Harmony, Little Mix, Jessie J, Anne-Marie, Halsey, Bebe Rexha e Lil Wayne.

## Biografia
Davis nasceu e cresceu em Bellevue, Washington. No ensino médio, ela foi diagnosticada com exoforia, o que prejudicou sua capacidade de ler e escrever. Deixou Seattle para Los Angeles aos 18 anos, onde se matriculou na New York Film Academy e na Los Angeles Film School um ano depois. Para seus projetos finais, ela fez vídeos musicais e decidiu seguir uma carreira nesta indústria. Davis se formou na Los Angeles Film School em 2006 e participou da produção de vídeos musicais. Ela trabalhou por um tempo como maquiadora depois de participar da Cinema Makeup School para entrar nos sets de videoclipes, comerciais e longas-metragens, e começou a fazer videoclipes em seu tempo livre, pagando de seus próprios bolsos os orçamentos. O primeiro vídeo que ela recebeu para dirigir foi para Twin Atlantic em 2010. Ela fez referência a Floria Sigismondi e Sophie Muller como duas de suas influências.

## Prêmio e indicações
| Ano  | Categoria                                                   | Trabalho indicado                                          | Resultado | Ref.        |
| ---- | ----------------------------------------------------------- | ---------------------------------------------------------- | --------- | ----------- |
| 2013 | Prêmio MTV Video Music de Melhor Vídeo de Hip-Hop           | “Love Me” de Lil Wayne (participação de Drake & Future)    | Venceu    | [ 5 ]       |
| 2014 | Prêmio MTV Video Music de Melhor Vídeo de Artista Revelação | "Miss Movin' On" de Fifth Harmony                          | Venceu    | [ 5 ]       |
| 2015 | Prêmio MTV Video Music de Melhor Colaboração                | "Bang Bang" de Jessie J, Ariana Grande & Nicki Minaj       | Indicado  | [ 6 ]       |
| 2015 | Prêmio MTV Video Music de Melhor Colaboração                | "Love Me Harder" de Ariana Grande & The Weeknd             | Indicado  | [ 6 ]       |
| 2016 | Prêmio MTV Video Music de Melhor Vídeo Feminino             | "Into You" de Ariana Grande                                | Indicado  | [ 7 ]       |
| 2016 | Prêmio MTV Video Music de Melhor Vídeo Pop                  | "Into You" de Ariana Grande                                | Indicado  | [ 7 ]       |
| 2016 | Prêmio MTV Video Music de Melhor Edição                     | "Into You" de Ariana Grande                                | Indicado  | [ 7 ]       |
| 2016 | Prêmio MTV Video Music de Melhor Cinematografia             | "Into You" de Ariana Grande                                | Indicado  | [ 7 ]       |
| 2017 | Prêmio iHeartRadio Music de Melhor Vídeo                    | "Side to Side" de Ariana Grande (participação Nicki Minaj) | Indicado  | [ 8 ] [ 9 ] |
| 2017 | Prêmio MTV Video Music de Melhor Coreografia                | "Side to Side" de Ariana Grande (participação Nicki Minaj) | Indicado  | [ 10 ]      |
| 2019 | Prêmio MTV Video Music de Melhor Direção                    | “thank u, next” de Ariana Grande                           | Pendente  | [ 11 ]      |
| 2019 | Prêmio MTV Video Music de Melhor Edição                     | “7 rings” de Ariana Grande                                 | Pendente  | [ 11 ]      |